# Tampa Bay Buccaneers 1998
La stagione 1998 dei Tampa Bay Buccaneers è stata la 23ª della franchigia nella National Football League, la prima al Raymond James Stadium. I Bucs furono l'unica squadra a battere i Minnesota Vikings nella stagione regolare. Nella settimana 17 fecero registrare la più larga vittoria della loro storia in trasferta, contro i Cincinnati Bengals. Ciò non fu tuttavia sufficiente a centrare i playoff, avendo perso diverse gare equilibrate durante la stagione.

## Calendario
| Turno | Data               | Avversario              | Risultato          | Pubblico           |
| ----- | ------------------ | ----------------------- | ------------------ | ------------------ |
| 1     | 6/9/1998           | at Minnesota Vikings    | S 31–7             | 62,538             |
| 2     | 13/9/1998          | at Green Bay Packers    | S 23–15            | 60,124             |
| 3     | 20/9/1998          | Chicago Bears           | V 27–15            | 64,328             |
| 4     | 28/9/1998          | at Detroit Lions        | S 27–6             | 74,724             |
| 5     | 4/10/1998          | New York Giants         | V 20–3             | 64,989             |
| 6     | Settimana di pausa | Settimana di pausa      | Settimana di pausa | Settimana di pausa |
| 7     | 18/10/1998         | Carolina Panthers       | V 16–13            | 63,600             |
| 8     | 25/10/1998         | at New Orleans Saints   | S 9–3              | 52,695             |
| 9     | 1/11/1998          | Minnesota Vikings       | V 27–24            | 64,979             |
| 10    | 8/11/1998          | Tennessee Oilers        | S 31–22            | 65,054             |
| 11    | 15/11/1998         | at Jacksonville Jaguars | S 29–24            | 72,974             |
| 12    | 22/11/1998         | Detroit Lions           | S 28–25            | 64,265             |
| 13    | 29/11/1998         | at Chicago Bears        | V 31–17            | 51,938             |
| 14    | 7/12/1998          | Green Bay Packers       | V 24–22            | 65,497             |
| 15    | 13/12/1998         | Pittsburgh Steelers     | V 16–3             | 65,335             |
| 16    | 19/12/1998         | at Washington Redskins  | L 20–16            | 66,309             |
| 17    | 27/12/1998         | at Cincinnati Bengals   | V 35–0             | 49,826             |